# Wolfgang Weingart
Pour les articles homonymes, voir Weingart.
Wolfgang Weingart, (né le 6 février 1941 à Salemertal, en Allemagne, mort le 12 juillet 2021 à Bâle en Suisse) est un graphiste. Son œuvre graphique est considérée comme une évolution significative du style typographique suisse. À travers sa diffusion par des revues et conférences, et son enseignement à l'École de design de Bâle, l'influence de Weingart a rayonné au niveau international.

## Biographie
Wolfgang Weingart passe les 13 premières années de sa vie dans le Salemertal, une vallée proche du Lac de Constance. De 1954 à 1956, Weingart accompagne ses parents à Lisbonne, où il fréquente l'école allemande.

### Formation artistique
De 1958 à 1960, Weingart fréquente la Merz Akademie à Stuttgart. Durant cette formation, il découvre la technique de la composition typographique au plomb.
De mai 1960 à 1963, Weingart effectue un apprentissage de compositeur typographe à l'imprimerie Ruwe, à Stuttgart. Il y fait la connaissance du graphiste Karl-August Hanke, qui a été l'un des premiers élèves d'Armin Hofmann à la Allgemeine Gewerbeschule de Bâle, et éveille l'intérêt de Weingart pour la typographie suisse.
En 1963, Weingart décide de postuler à la Allgemeine Gewerbeschule Basel, et présente ses travaux à Emil Ruder et Armin Hofmann. En avril 1964, il déménage à Bâle, où il suit l'enseignement de manière irrégulière, et obtient l'accès aux ateliers typographiques pour mener ses expérimentations.

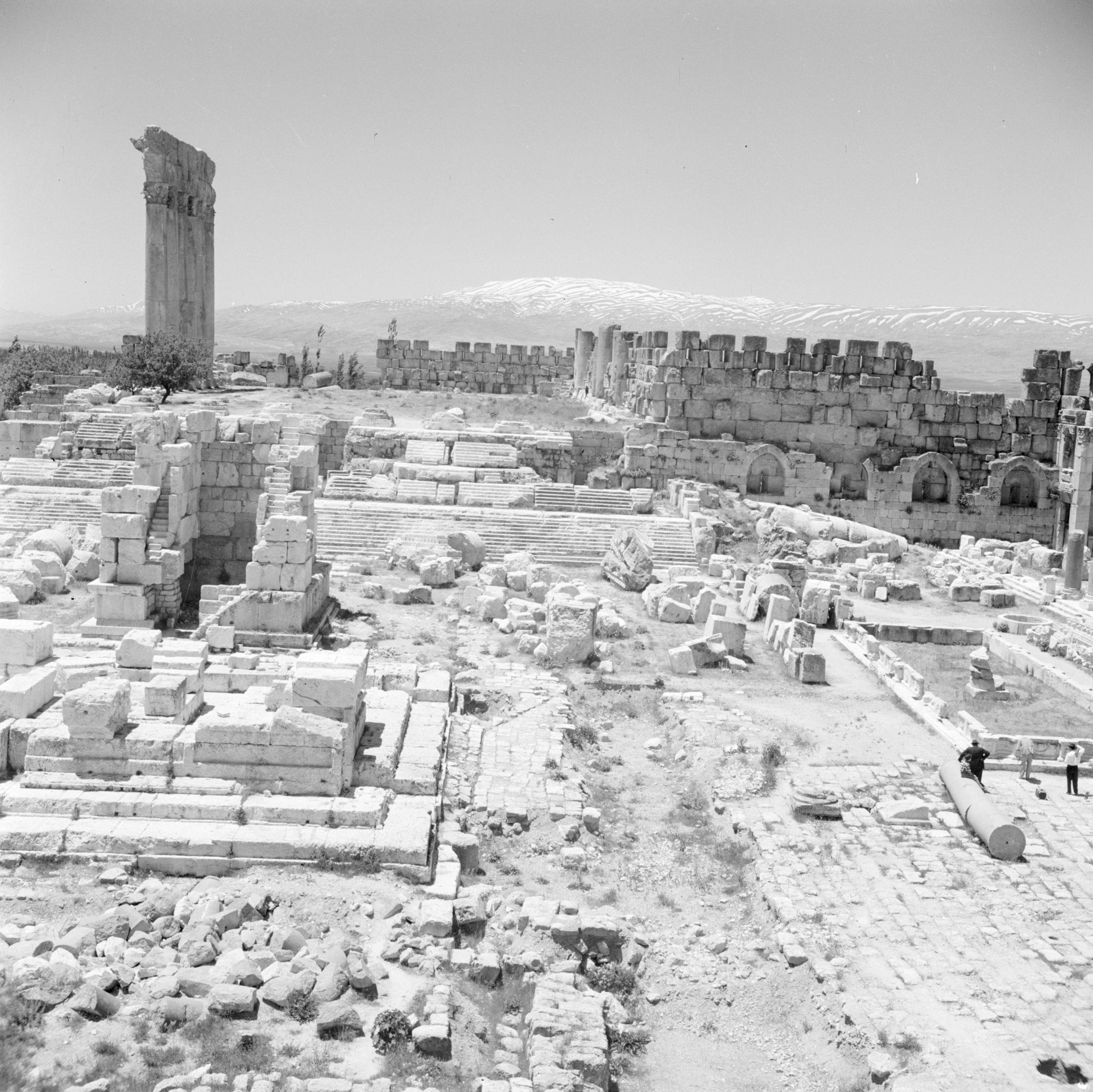
Le site archéologique de Baalbek, au Liban, que Weingart visite dans les années 1960.

Pendant cette période, il effectue également des voyages qui l'emmènent au Moyen-Orient, notamment au Liban et en Syrie. Il est fortement marqué par les paysages et l'architecture, qu'il photographie abondamment, et qui lui serviront d'inspiration pour ses compositions graphiques.

### Enseignement (1968–1999)
Dès 1968, Weingart est invité à enseigner la typographie à la Allgemeine Gewerbeschule, dans le cadre du nouveau programme de graphisme avancé destiné à un public international, prenant la succession d'Emil Ruder.
De 1974 à 1996, il enseigne également durant l'académie d'été "Yale Summer Program in Graphic Design" à Brissago, sous la direction d'Armin Hofmann.
En 1986, Weingart se rend a Yale (Yale University School of Art) pour y enseigner durant une semaine. À cette occasion, il rencontre Paul Rand, alors âgé de 72 ans, qui l'invite à sa maison au Connecticut. Weingart et Rand se lient d'amitié, et Weingart l'invitera par deux fois à visiter ses élèves à l'école de Bâle.

« C’est [Weingart] qui, parallèlement à l’avènement de l’informatique dans l'imprimerie, a jeté les germes d’une typographie de rupture. Le mouvement New Wave (vers 1980) a pris sa source dans ses travaux. Le déconstructivisme (après 1990), personnalisé par Carson, lui doit beaucoup. »

— Roger Chatelain, Rencontres Typographiques.
De 1978 à 1999 Wolfgang Weingart est membre de l'AGI (Alliance graphique internationale).

## Publications
Dès 1972, Weingart publie régulièrement dans la revue mensuelle Typografische Monatsblätter des travaux graphiques créés dans ses classes à l'école de Bâle. Il réalise de nombreuses couvertures entre 1972 et 1974, des compositions typographiques expérimentales utilisant principalement la fonte Akzidenz Grotesk. Un dossier lui est consacré dans le numéro de décembre 1976, sous le titre "Ist diese Typographie noch zu retten/Oder leben wir auf dem Mond?" ("Peut-on encore sauver la typographie/Ou vivons-nous sur la lune?").
Un manuscrit établi dans le cadre de son enseignement, intitulé "How Can One Make Swiss Typography? Theoretical and practical typographic results from the teaching period 1968–1972 at the School of design Basle", circule sous forme de copies réalisées pour ses élèves. Ce manuscrit est révisé par son ami Peter von Kornatzki. Il est publié en 1987 dans le numéro 4 de la revue Octavo.
En 1985, la revue américaine Design Quarterly, publiée par le Walker Art Center, consacre un numéro à l'école de Bâle. Weingart y publie un essai intitulé "My typographic instruction at the Basle School of Design / Switzerland 1968 to 1985".
En 1998, Lars Müller Publishers publie "My Way to Typography / Wege zur Typografie", un ouvrage monumental de 520 pages, en préparation depuis 1994, qui retrace l'évolution de l'œuvre de Weingart sur quatre décennies. Ce livre, préfacé par Paul Rand, est édité dans une version bilingue (anglais et allemand).

## Distinctions
- 2013 – Médaille de l'AIGA (American Institute of Graphic Arts)[8].
- 2014 – Grand Prix Design de l'Office Fédéral de la Culture[9].

## Expositions
- WortZeichen/SchriftFelder/BildRäume, première grande exposition rétrospective de Weingart, au Institut für Neue Technische Form, Darmstadt, du 16 octobre au 19 novembre 1990[1],[10].
- Weingart Typografie, exposition monographique au Musée de design de Zürich (Museum für Gestaltung Zürich), du 7 mai au 28 septembre 2014[11].

### Exposition au Musée de design de Zürich (2014)
En 2010, Weingart fait une donation de son archive au Musée de design de Zürich. Cette archive est composée pour deux tiers de ses propres travaux, pour un tiers de travaux d'élèves, collectés par Weingart durant ses trois décennies d'enseignement. Un projet de recherche, financé par le fonds national suisse de la recherche scientifique, est mené de 2012 à 2014 par Vanessa Gendre, Barbara Junod et Sarah Owens.
À la suite de ce processus, cette "Archive Weingart" est dévoilée au public lors de l'exposition Weingart Typografie en 2014. Cette exposition, élaborée par la curatrice Barbara Junod, est la première exposition en Suisse mettant en évidence son double rôle dans l'histoire du graphisme suisse, en tant que créateur et enseignant. L'exposition est divisée en douze thématiques, dont sept consacrées à Weingart, et cinq aux travaux d'élèves.
L'exposition sera également montrée à Hong Kong (Hong Kong Design Institute Gallery) et à Macao.